# Adolf Joszt
Adolf Joszt (ur. 17 czerwca 1889 we Lwowie, zm. 16 marca 1957 w Gliwicach) – polski profesor technologii chemicznej, prekursor biotechnologii i ochrony środowiska.

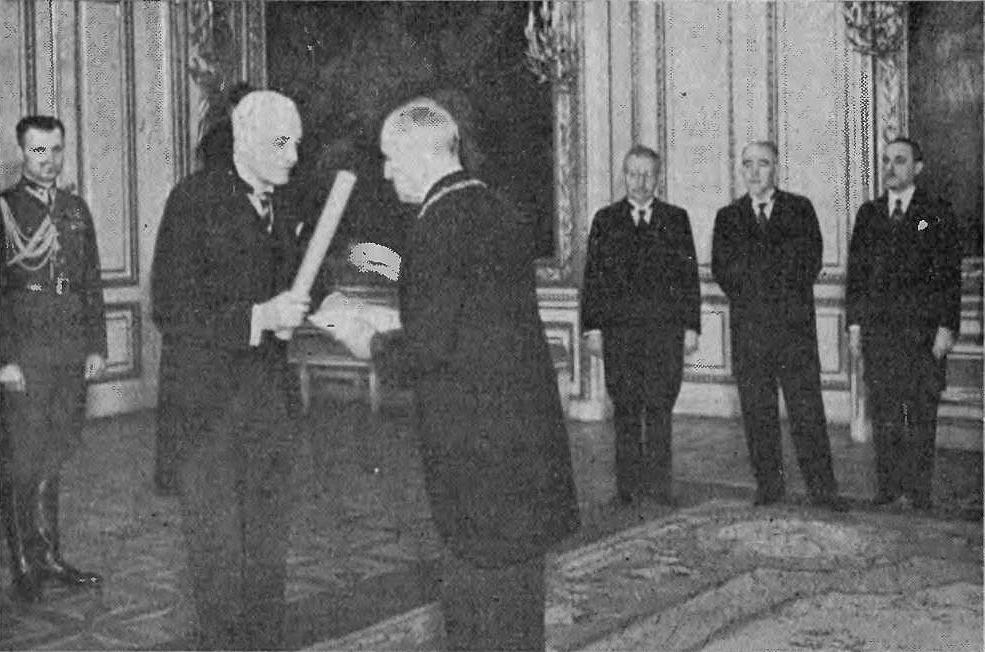
Prezydent RP Ignacy Mościcki wręcza rektorowi Politechniki Lwowskiej prof. Adolfowi Josztowi, Krzyż Kawalerski Orderu Odrodzenia Polski (Zamek Królewski w Warszawie 15 lutego 1937)

## Życiorys
Był synem Franciszka i Marii z Gerynowiczów. W 1907 ukończył z odznaczeniem C.K. IV Gimnazjum we Lwowie. W 1911 ukończył studia na Wydziale Chemicznym Politechniki Lwowskiej. W 1918 roku walczył w obronie Dublan (obsługiwał karabin maszynowy), a następnie w obronie Lwowa, był wojskowym pirotechnikiem w Krakowie i Lwowie. W listopadzie 1919 został urlopowany, a następnie zwolniony z wojska. W 1919 uzyskał doktorat, a w 1920 habilitował z pracy o amylokoagulazie. Pełnił funkcję kierownika Stacji fermentacyjnej w Akademii Rolniczej w Dublanach. W 1923 został profesorem nadzwyczajnym, a w 1931 profesorem zwyczajnym technologii chemicznej przemysłu rolniczego i mikrobiologii technicznej Politechniki Lwowskiej. W latach 1924–1925 był dziekanem Wydziału Lasowego, a w latach 1930–1931 dziekanem Wydziału Chemicznego Politechniki Lwowskiej. W maju 1936 został rektorem Politechniki Lwowskiej wybrany na okres trzech lat. Pełnił tę funkcję przez dwa lata, po czym 5 maja 1938 z uwagi na stan zdrowia ustąpił ze stanowiska. W 1939 został kierownikiem Katedry Technologii Przemysłu Rolniczego i Mikrobiologii Technicznej Politechniki Lwowskiej, zajmował się m.in. zagadnieniami technologii fermentacji, biotechnologii, genetyki mikroorganizmów, szczególnie drożdży. Był prekursorem biotechnologii. Podczas sowieckiej okupacji Lwowa (1939–1941) był wykładowcą na Politechnice Lwowskiej (prowadził Zakład Technologii Fermentacji i Biotechnologii), w czasie okupacji niemieckiej Lwowa (1941–1944) wykładał na kursach zawodowych (Technische Fachkurse) prowadzonych na Politechnice Lwowskiej. Był członkiem Polskiego Towarzystwa Politechnicznego we Lwowie.
Po II wojnie światowej został zmuszony do wyjazdu ze Lwowa. Osiadł początkowo w Krakowie, gdzie organizował Politechnikę, następnie w Gliwicach. Był dziekanem Wydziału Chemicznego Politechniki Śląskiej i kierownikiem Katedry Technologii Chemicznej Przemysłu Rolnego. Stworzył Wydział Inżynierii Sanitarnej. Kierował Katedrą Technologii Wody i Ścieków.
Pochowany na Cmentarzu Lipowym w Gliwicach (sektor B3-16-5).
Materiały archiwalne Adolfa Joszta znajdują się w PAN Archiwum w Warszawie pod sygnaturą III-85.

## Ordery i odznaczenia
- Order Sztandaru Pracy I klasy (pośmiertnie, 1957)[8]
- Krzyż Komandorski Orderu Odrodzenia Polski (11 listopada 1937)[9][10]
- Krzyż Kawalerski Orderu Odrodzenia Polski (1936)
- Złoty Krzyż Zasługi (22 lipca 1951)[11]
- Medal 10-lecia Polski Ludowej (22 lipca 1955)[12]